# بوتسالو
بوتسالو (بالصقلية:Puzzaddu) هي بلدية في مقاطعة راغوزا في صقلية في إيطاليا.

## السكان
في سنة 1861 بلغ عدد السكان 2٬871 نسمة، وتطور العدد ليصل في سنة 2011 لـ 18٬929 نسمة.
يظهر هذا المخطط البياني تطور النمو السكاني لـ بوتسالو